# Léna Grandveau
Léna Grandveau (* 21. Januar 2003 in Beaune) ist eine französische Handballspielerin. Sie wurde zur U-23-Welthandballerin des Jahres 2023 gewählt.

## Karriere

### Im Verein
Léna Grandveau spielte in Frankreich zunächst für Bourg-de-Péage Drôme Handball. 2022 wechselte sie zu Nantes Atlantique Handball. Nachdem Nantes Atlantique Handball im Sommer 2024 nach dem Rückzug des Hauptsponsors in finanzielle Schwierigkeiten geraten war, schloss sie sich Metz Handball an. Mit Metz gewann sie 2025 sowohl die französische Meisterschaft als auch den französischen Pokal.

### In Auswahlmannschaften
Mit der französischen Jugendnationalmannschaft gewann sie die Goldmedaille beim Europäischen Olympischen Jugendfestival 2019. Im selben Jahr gewann sie mit der Jugend-Auswahl die Bronzemedaille bei der U17-Europameisterschaft und wurde zudem als beste Rückraum-Mitte-Spielerin in das All-Star-Team gewählt. Mit der Juniorinnenauswahl konnte sie auch bei der U19-Europameisterschaft 2021 die Bronzemedaille gewinnen. Auch hier wurde sie in das All-Star-Team gewählt. Zudem stand sie bei der U20-Weltmeisterschaft 2022 im Kader.
Mit der A-Nationalmannschaft gewann sie die Weltmeisterschaft 2023 sowie die Silbermedaille bei den Olympischen Spielen 2024.